# ديفيد إس. تيري
ديفيد إس. تيري (بالإنجليزية: David S. Terry) هو محامي وقاضي أمريكي، ولد في 8 مارس 1823 في روسلفيل في الولايات المتحدة، وتوفي في 14 أغسطس 1889 في لاثروب في الولايات المتحدة.

## وصلات خارجية
- ديفيد إس. تيري على موقع إن إن دي بي (الإنجليزية)